# Caledoniscincus aquilonius
Caledoniscincus aquilonius е вид влечуго от семейство Сцинкови (Scincidae). Видът е почти застрашен от изчезване.

## Разпространение
Разпространен е в Нова Каледония.